# 로버트 윌리엄 톰슨

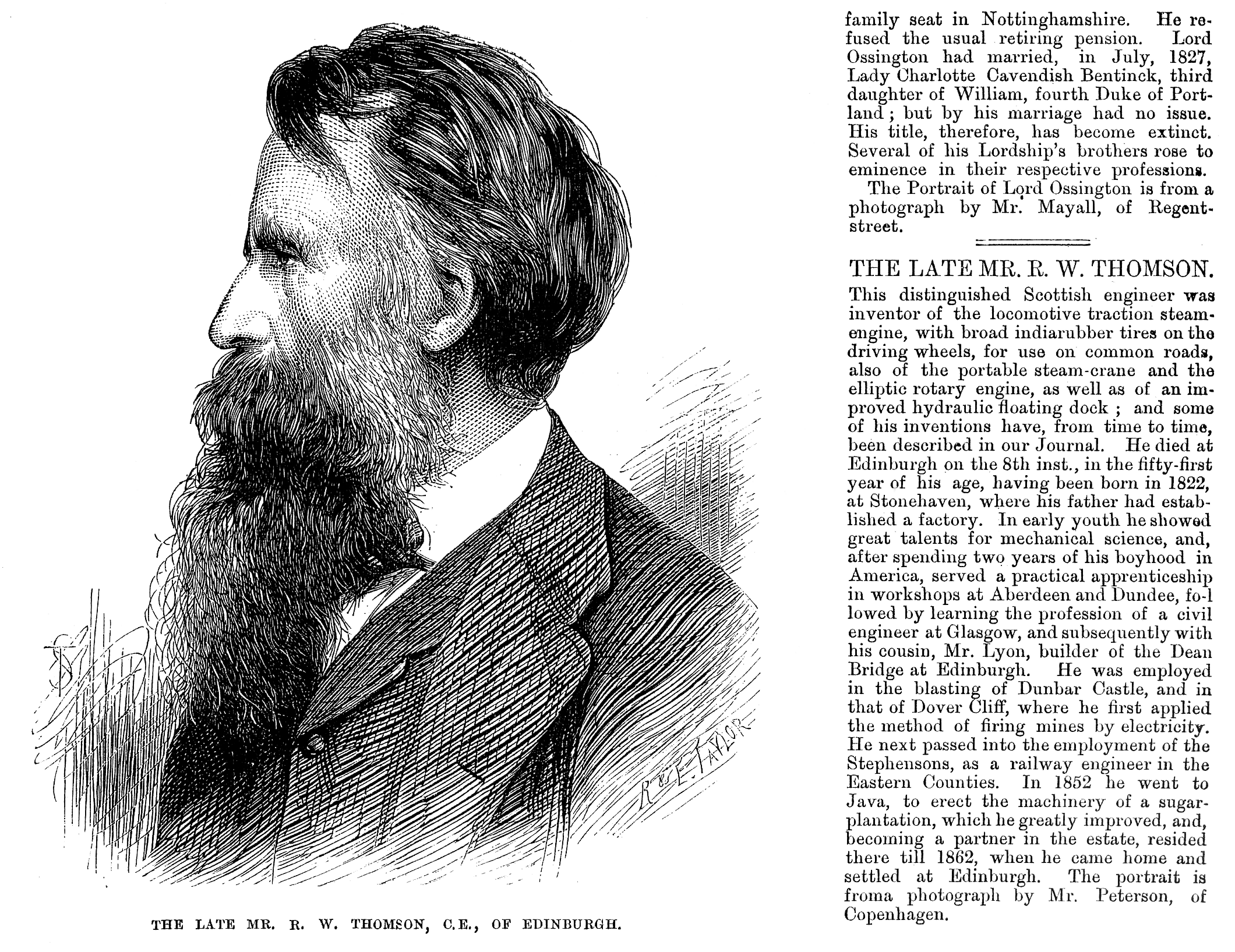
1873년 3월 29일자 Illustrated London News지에 실린 톰슨의 부고.

로버트 윌리엄 톰슨(Robert William Thomson, 1822년 ~ 1873년 3월 8일)은 스코틀랜드의 발명가로, 공기 타이어의 최초 발명자이다.